# Póser Dániel
Póser Dániel (Debrecen, 1990. január 12. –) magyar labdarúgó, labdarúgókapus, a Békéscsaba játékosa.

## Pályafutása

### Klubcsapatokban
Hétévesen kezdett el futballozni. Szülei is sportolók, anyja tollaslabdázott, majd áttért a kézilabdára; apja is kézizett az NB I/B-ben szereplő hajdúszoboszlói Gázláng SE csapatában, majd hobbi szinten focizott, nővére kosárlabdázott. Rövid ideig játszott a hajdúszoboszlói csapatban, Debrecenbe költözésük után került az Olasz Focisulihoz. Később átigazolt a DSI-hez, végül a DVSC-hez került. A Kölcsey-főiskolán tanult, sportkommunikátor szakon. A Debreceni VSC csapatánál pallérozódó játékos 2009-ben kölcsönjátékosként az NB III-as Létavérteshez került, amely a DVSC fiókcsapatának felelt meg.
2013-ban a Létavértes SC csapatánál végigvédte az őszi szezont az NB III-ban és a Magyar Kupában. Vele a kapuban búcsúztatta a hajdúsági kiscsapat a Putnokot, a Mezőkövesdet, a Lombard Pápát és a Szolnokot. Igaz volt lehetősége külföldre igazolni, de a harmadosztályú Létavértestől 2013 februárjában az NB II Keleti-csoportjában szereplő Kazincbarcikához igazolt, így egy osztályt lépett feljebb. A 2012-13-as szezonban azonban kiesett a Kazincbarcikával és Békéscsabára igazolt. Nemanja Ščekić személyével két fiatal kapussal kezdtek neki a lilák a 2013-2014-es szezonnak, majd a hatodik helyen végeztek. Békéscsabán 43 másodosztályú bajnokin kapott lehetőséget.
2015 nyarán a Békéscsaba feljutott az élvonalba. Póser tizenhét bajnokin védte a Vasas mögött második helyen végző csapat kapuját, majd a következő szezon előtt aláírt az angyalföldi csapathoz. Az élvonalban egyetlen találkozón sem állt a Vasas felnőtt csapatának kapujában, így 2018 nyarán a másodosztályú Budafoki MTE csapatában folytatta pályafutását.
A Budafokkal a 2020–2021-es idényben az élvonalban szerepelt, 23 élvonalbeli találkozón kapott lehetőséget. A szezon végén a Budafok kiesett az NB I-ből, Póser pedig a szintén a másodosztályba kieső Diósgyőri VTK játékosa lett.